# Tamsulosina
La tamsulosina es una molécula antagonista del receptor adrenérgico alfa 1. Es un antagonista selectivo del músculo liso de la próstata y la uretra, usado en el tratamiento sintomático de la Hiperplasia benigna de próstata. La tamsulosina fue desarrollada por Yamanouchi Pharmaceuticals (actualmente parte de Astellas Pharma) y fue puesto a comercialización por primera vez al mercado bajo el nombre de Flomax. Actualmente es comercializado por varias compañías incluyendo los laboratorios Boehringer-Ingelheim y CSL.

## Mecanismo de acción
La interacción orgánica de la tamsulosina es de antagonista selectivo del receptor alfa 1 con mayor selectividad para el receptor alfa 1a el cual está principalmente a nivel de la próstata. Cuando los receptores alfa 1 son bloqueados en el cuello vesical y en la próstata, esto provoca la relajación de la musculatura lisa y por lo tanto una menor resistencia al flujo urinario. Debido a esto, la sintomatología asociada con la HPB se ve disminuida.

## Farmacocinética
El clorhidrato de tamsulosina es rápida y completamente absorbido (99%) en el tracto intestinal.
La farmacocinética del principio activo es lineal. Con la administración de dosis única, la concentración plasmática máxima se detecta 6 horas después de la ingesta. La administración repetida produce un nivel plasmático estable al quinto día, con una concentración máxima que resulta aproximadamente superior a un 65% de la concentración máxima inicial.
En humanos el clorhidrato de tamsulosina se fija en forma casi total a las proteínas plasmáticas y por esta razón tiene un escaso volumen de distribución.
El efecto del primer paso hepático no es importante, el principio activo está presente en el plasma en un nivel significativo como sustancia inmodificada y es lentamente metabolizada por el hígado. Ninguno de los metabolitos identificados es más activo o más tóxico que la molécula base.
La eliminación del clorhidrato de tamsulosina y sus metabolitos se produce principalmente por vía renal, excretándose un 9% de la dosis administrada en forma inmodificada.
La vida media final luego de una dosis única de tamsulosina alcanza en promedio las 22 horas.
La biodisponibilidad del clorhidrato de tamsulosina se reduce con los alimentos, pero puede llegar a ser uniforme si se lo administra regularmente después de un desayuno liviano.
La insuficiencia renal provoca un aumento moderado de los niveles plasmáticos de clorhidrato de tamsulosina que no obliga a adaptar la posología. La gran variabilidad de los parámetros farmacocinéticos en condiciones patológicas así como un aumento importante en los niveles medios de la concentración máxima y del área bajo la curva hacen necesario obrar con prudencia.
En la insuficiencia hepática se puede observar un aumento moderado de los niveles plasmáticos de clorhidrato de tamsulosina que no justifica adaptar la posología, sin embargo impone una prudente evaluación de este tipo de pacientes.
Los pacientes ancianos presentan con frecuencia insuficiencia renal y deficiencia circulatoria, razón por la cual estos pacientes deben ser cuidadosamente monitoreados.

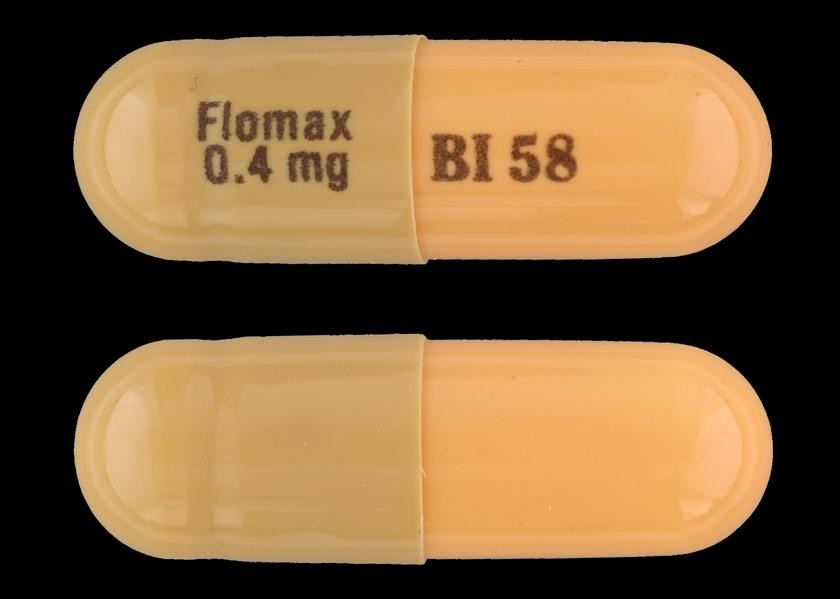
Cápsula oral.

## Usos clínicos

### Bloqueadores Alfa-1
Esta terapia está indicada en todos los pacientes que presenten síntomas asociados a la HPB indistintamente del crecimiento de la glándula prostática.
Los bloqueadores de los receptores alfa (tamsulosina, doxazosina, prazosina, alfuzosina y terazosina) relajan el cuello de la vejiga y el músculo liso prostático. Es necesario un ajuste de la dosis e incluso con este, la respuesta se produce solo al cabo de unas semanas a unos meses. Aunque la eficacia a corto término ha sido bien documentada mediante estudios clínicos controlados, no se conoce la eficacia a largo plazo.

### Inhibidores de la 5 Alfa reductasa
Esta terapia está indicada en pacientes que presenten agrandamiento en la glándula prostática sin acuse de síntomas severos.
5 Alfa reductasa es una enzima que participa en la conversión de testosterona en dihidrotestosterona, la cual es responsable del crecimiento acelerado de la próstata. Su inhibición retrasa el crecimiento de la próstata y el efecto terapéutico se observa a partir de los 3 a 6 meses tras el inicio del tratamiento.
Los efectos secundarios son principalmente sexuales e incluyen disminución de la libido, disfunción eyaculatoria e impotencia.
La Finasterida y más recientemente la Dutasterida son los principales inhibidores de la 5 alfa reductasa.

### Nuevas técnicas
Están emergiendo nuevas técnicas para el tratamiento de la HPB incluyen el láser, implante de espirales, terapia termal e hipertermia. Se han revisado los datos disponibles acerca de estas terapias pero se ha encontrado que los datos son insuficientes para permitir llegar a conclusiones sobre la seguridad y eficacia de estas modalidades para los tratamientos rutinarios.

## Efectos adversos
Los efectos secundarios de los bloqueadores Alfa-1, incluyen hipotensión ortostática, mareos, fatiga y migrañas. Hasta un 11% de los enfermos han descontinuado el tratamiento debido a los efectos secundarios en los estudios de corta duración. Los alfa-bloqueadores no selectivos no se recomiendan debido a una mayor incidencia de efectos secundarios. Tampoco hay evidencia de que la utilización de bloqueadores alfa reduzca los porcentajes de complicaciones de la HPB o la necesidad de una futura intervención quirúrgica.

### Contraindicaciones
Hipersensibilidad a la tamsulosina o algún otro componente de la fórmula. Insuficiencia hepática o renal severa. Antecedentes de hipotensión ortostática.

## Interacciones
Los bloqueantes alfa-1 (alfuzosina, prazosina, terazosina, urapidil) pueden potenciar el efecto antihipertensivo con riesgo de hipotensión ortostática severa.
Los antagonistas del calcio (nifedipina, nitredipina, diltiazem, verapamilo, etc), los beta-bloqueantes y los IECAs pueden incrementar los efectos antihipertensivos, con riesgo de hipotensión ortostática severa, por esta razón y en particular al comienzo del tratamiento se deberá vigilar la aparición de una hipotensión ortostática en horas posteriores a la administración del bloqueante alfa-1.
Los anestésicos generales en presencia de un antagonista alfa-1 pueden causar cualquier inestabilidad.
La cimetidina puede elevar el nivel plasmático de tamsulosina. No obstante, no es necesaria una reducción de la dosis.
La furosemida por vía oral reduce el nivel plasmático de tamsulosina. No obstante, si este nivel se mantiene dentro de los límites clínicos aceptables, no es necesaria una adaptación de la posología.
El diclofenaco y la warfarina pueden aumentar la tasa de eliminación de tamsulosina.

## Dosificación
Dosis:
Una cápsula al día, preferentemente después del desayuno. Ingerir la cápsula entera con un poco de agua sin masticar.
No requiere ajustes de dosis basadas en la edad, disfunción renal o insuficiencia hepática moderada.
- Datos: Q418480
- Multimedia: Tamsulosin / Q418480